# Menticirrhus panamensis
Menticirrhus panamensis är en fiskart som först beskrevs av Steindachner, 1877.  Menticirrhus panamensis ingår i släktet Menticirrhus och familjen havsgösfiskar. IUCN kategoriserar arten globalt som livskraftig. Inga underarter finns listade i Catalogue of Life.